# Кулигін Григорій Михайлович
Григорій Михайлович Кулигін (1902, село Білий Колодязь, тепер селище Вовчанської міської територіальної громади Чугуївського району Харківської області — ?) — молдавський радянський діяч, 1-й секретар Кагульського повітового комітету КП(б) Молдавії. Член ЦК КП(б) Молдавії в 1941—1949 роках. Депутат Верховної Ради Молдавської РСР 1-го скликання.

## Біографія
Народився в родині робітника. З 1916 до 1919 року — учень слюсаря, слюсар Циглерівського цукрового заводу села Шляхове Циглерівської волості Костянтиноградського повіту Полтавської губернії; слюсар Вовчанської електростанції Харківської губернії.
З 1919 до 1922 року служив у Червоній армії, учасник громадянської війни в Росії.
У 1922—1938 роках — слюсар, апаратник Петровського заводу села білий Колодязь Харківської губернії; слюсар машинобудівного заводу «Червоний Жовтень» міста Харкова; помічник головного інженера Ободівського цукрового заводу Вінницької області; головний механік Маківського цукрового заводу Дунаєвецького району Кам'янець-Подільської області.
Член ВКП(б) з 1931 року. Освіта незакінчена вища.
З 1938 до лютого 1940 року — 2-й секретар Проскурівського міського комітету КП(б)У (?), 2-й секретар Дунаєвецького районного комітету КП(б)У Кам'янець-Подільської області.
У лютому — липні 1940 року — 1-й секретар Рава-Руського районного комітету КП(б)У Львівської області.
4 липня 1940 року призначений 1-м секретарем Кагульського повітового комітету КП(б) України.
У серпні 1940 — липні 1941 року — 1-й секретар Кагульського повітового комітету КП(б) Молдавії.
З 1941 до 1943 року служив у Червоній армії, учасник німецько-радянської війни. Перебував на політичній роботі в арміях Південного фронту та на Чорноморському флоті. З 1943 року лікувався в евакуаційних госпіталях: військово-морському госпіталі № 44, польовому пересувному госпіталі № 597, госпіталі № 1972 Народного комісаріату оборони СРСР.
На 1945—1946 роки — заступник завідувача відділу торгівлі і громадського харчування ЦК КП(б) Молдавії
З 1946 року — керуючий паливного тресту Молдавської РСР.
Подальша доля невідома.

## Звання
- майор